# Hedinichthys
Hedinichthys is een geslacht van straalvinnige vissen uit de familie van de bermpjes (Nemacheilidae).

## Soorten
- Hedinichthys grummorum Prokofiev, 2010
- Hedinichthys macropterus (Herzenstein, 1888)
- Hedinichthys yarkandensis (Day, 1877)